# Berga (Barcelona)
Berga ist eine katalanische Stadt in der Provinz Barcelona im Nordosten Spaniens. Sie liegt in der Comarca Berguedà.

## Geographische Lage
Berga liegt etwa 80 Kilometer nördlich von Barcelona.

## Politik
Die konservativ-nationalistische Partei Convergència i Unió hat die absolute Mehrheit im Stadtparlament.
Im Mai 2012 erklärten die Bewohner von Berga  Juan Carlos I. zur Persona non grata.

## Kultur
Das bekannteste und größte traditionelle Volksfest ist La Patum, das jährlich um den Feiertag Fronleichnam stattfindet. Es gehört seit 2005 zum Immateriellen Weltkulturerbe der UNESCO.

## Sehenswert
- Carrer Major, die Kirche Sant Joan (12. bis 14. Jahrhundert)
- Passeig de la Pau, Überreste der Burg
- Romanische Kirche Sant Pere aus dem 12. Jahrhundert

## Städtepartnerschaften
| - Villefranche-de-Conflent (Frankreich) - Tarascon-sur-Ariège (Frankreich) | - Högsby (Schweden) - Gernika (Euskadi) |

## Persönlichkeiten
- Juan Sagalés (* 1959), Handballspieler
- Marc Bernal (* 2007), Fußballspieler